# Frank Cyril James
Pour les articles homonymes, voir James.
Frank Cyril James (8 octobre 1903 - 3 mai 1973) était un universitaire canadien et un principal de l'université McGill de 1939 à 1962.

## Source
1. ↑  « https://archivalcollections.library.mcgill.ca/index.php/frank-cyril-james-fonds »
2. ↑  mcgill.ca

- (en) Cet article est partiellement ou en totalité issu de l’article de Wikipédia en anglais intitulé « Frank Cyril James » (voir la liste des auteurs).